# 小行星7782
小行星7782（英語：7782 Mony）是一颗围绕太阳公转的小行星。1994年2月7日，Stroncone在斯特龙科内发现了此天体。
这颗小行星的绝对星等为113.5650706126654等。